# Павло Токаюк
Павло́ Токаю́к (польск. Paweł Tokajuk; 26 липня 1978, Сянік, Підкарпатське воєводство) — єпископ Православної церкви Польщі, єпископ Гайновський, вікарій Варшавській єпархії.

## Біографія
Народився 26 липня 1978 року в родині священника в місті Санок в Підкарпатському воєводстві Польщі.
У 2000 році закінчив Православну семінарію у Варшаві і в тому ж році став послушником Свято-Онуфріївського Яблочинського ставропігійного монастиря.
4 березня 2001 році Митрополитом Варшавським і всієї Польщі Савою висвячений в сан диякона. Був послушником референта канцелярії Варшавської Митрополії та секретаря Предстоятеля Православної церкви Польщі.
У 2012 році закінчив Християнську богословську академію у Варшаві.
У червні 2016 року як секретар митрополита Варшавського і всієї Польщі Савви був членом делегації Православної церкви Польщі на всеправославному соборі на Криті.
У 2017 році закінчив школу сучасних мов в Університеті Аристотеля в Салоніках.
10 червня 2017 висвячений у сан священника, залишаючись в рясофорі.

## Архієрейство
24 серпня 2017 року рішенням Священного Синоду Єпископів Православної церкви Польщі обраний єпископом Гайновським, вікарієм Варшавської єпархії.
7 вересня 2017 митрополитом Варшавським Саввою пострижений в мантію з ім'ям Павло в честь священномученика Холмського і Підляського Павла Швайка та на виконання рішення Священного Синоду Православної церкви Польщі возведений у сан архімандрита.
25 вересня 2017 року на кафедральному соборі святої рівноапостольної Марії Магдалини у Варшаві (Польща) Митрополит Варшавський і всієї Польщі Савва очолив чин наречення архімандрита Павла єпископом Гайновським, вікарієм Варшавської єпархії.
Того ж дня в тому ж соборі за Літургією відбулася хіротонія архімандрита Павла в єпископа Гайновського, вікарія Варшавської єпархії, яку здійснили: митрополит Астанайський і Казахстанський Олександр Могильов, митрополит Володимир-Волинський і Ковельський Володимир (Мельник), архієпископ Люблінський і Холмський Авель Поплавський, архієпископ Білостоцький і Гданський Яків Костючук, архієпископ Вроцлавський і Щецинський Георгій Паньковській), єпископ Перемишльський і Горлицький Паїсій (Мартинюк), єпископ Супрасльский Григорій Харкевич, Єпископ Лодзинский і Познанський Атанасій Нос.